# Medal of Honor: Allied Assault
Medal of Honor: Allied Assault (MOHAA) је компјутерска игра која по жанру спада у пуцачине из првог лица. Игру је развио 2015, Inc. Заснована је на модификованом Quake III енџину који је развио Heavy Metal: F.A.K.K. Играч је стављен у позицију савезничког војника који се бори у разним европским и северноафричким биткама током Другог светског рата. Ово је прва компјутерска игра из Medal of Honor серијала (претходне су развијене за PlayStation). Ова игра је једина из серијала која је портована за Линукс.
У игри играч је стављен у позицију Мајка Пауела, припадника ренџера у војсци Сједињених Америчких Држава, који ради за ОСС. Мисије за једног играча обухватају препаде на немачке базе у Алжиру и Норвешкој, искрцавање на плажу у Нормандији и спасавање војника иза непријатељских линија у окупираној Француској. Мисија која се дешава на плажи Омаха у Нормандији има идентичан сценарио као почетак Спилберговог филма Спасавање редова Рајана из 1998. године.
Игра је издата и као Medal of Honor: Allied Assault Deluxe Edition.

## О игри
Играч је у улози Мајка Пауела, агента ОСС. Пролази кроз шест различитих мисија које се одигравају на североафричком и европском ратишту а у свакој мисији треба испунити неколико циљева. Пуковник Харгров, надређени главном јунаку игре, доставља му досијеа и друге важне информације неопходне за успешно извођење мисија. У неким мисијама играч се бори заједно са другим савезничким војницима, али је у највећем броју случајева сам против Немаца.
Мисије:
- Прва мисија се дешава у алжирском приобалном граду Арзеву где Пауел помаже обезбеђивање обале током операције Бакља и где треба да спасе припадника САС-а командоса Џека Грила.
- У другој мисији Пауел иде у Норвешку где треба да онеспособи подморницу U529 и да уништи NAXOS прототип, изум који може да измени однос снага на Атлантику у немачку корист. И овде се играч среће са мајором Грилом али је он овде убијен.
- У трећој мисији Пауел мора да преживи искрцавање на плажу Омаха у Нормандији а затим да пронађе америчке падобранце и да помогне у онеспособљавању батерије небелверфера.
- У четвртој мисији Пауел одлази иза непријатељских линија где треба да прикупи информације о покретима немачке пешадије и о немачком тенку Тигар II.
- У петој мисији Пауел треба да заштити групу савезничких тенкова и да украде немачки тенк Тигар II а да затим помогне опсади Бреста у Француској.
- У шестој и последњој мисији Пауел треба да уништи фабрику иперита у којој је саботажу извршио Џејмс Патерсон у игри Medal of Honor.

## Експанзије
За ову игру издате су две експанзије Medal of Honor: Allied Assault Spearhead и Medal of Honor: Breakthrough

### 
је званична експанзија за компјутерску игру Medal of Honor: Allied Assault. Развио ју је EA Los Angeles. Игра обухвата битке на Западном фронту током Другог светског рата виђене очима Џека Бернса (коме је глас позајмио Гери Олдман). Прва кампања обухвата падобрански десант америчких падобранаца непосредно пре искрцавања у Нормандију, друга кампања се дешава у Арденима током немачке офанзиве. У трећој кампањи играч треба да се инфилтрира у Берлин пре уласка Црвене армије. У овој игри су додата британска и руска оружја. Доступан је мод за више играча.
Medal of Honor Breakthrough је друга по реду експанзија за игру Medal of Honor: Allied Assault. Ову експанзију је развио TKO Software а играч је стављен у улогу наредника Џона Бејкера припадника америчке 34. пешадијске дивизије. Радња игре убухвата борбе у Касеринском пролазу, преломна дешавања у североафричкој камљањи, пад Бизерте (град у Тунису), савезничко искрцавање на Сицилију 1943. и познату трку до Месине 8. армије под командом Бернарда Монтгомерија и 7. армије под командом Џорџа Патона. У овој експанзији додато је италијанско наоружање у модовима за једног и више играча. Игру је издао EA Games.

## Компилације
Први компилацијски пакет који поред основне верзије игре има и Medal of Honor: Spearhead експанзију, два водича, CD са музиком из игре, трејлер који најављује игру Medal of Honor: Pacific Assault и Medal of Honor Allied Assault War Chest (игра и експанзија са додатним диском).

### Званични сајтови
- MoH official page
- 2015, developer of MoH:AA

### Прикази
- Collection of reviews of Medal of Honor: Allied Assault
- IGN review Архивирано на веб-сајту  (25. април 2007)

### Удружења фанова
- .MAP Medal of Honor Архивирано на веб-сајту  (19. август 2008)
- Mods-r-Us
- The Modding Theater